# Scotomyces
Scotomyces (лат.) — монотипний рід (тобто містить один вид), який характеризується неаглютинованими гіфами з пряжками та вертикально розгалуженим гіменієм. Плодове тіло у виду цього роду розпростерте, від сірувато-оливкового до темно-сіро-фіолетового забарвлення, 0,2-0,5 см завтовшки. Борошнисте, м'яке та мембранне. Спори гладкі, від світло-коричневого до темно-коричневого забарвлення. Гіфальна система мономітна, тобто містить лише генеративні гіфи. Вид роду Scotomyces легко розпізнати за їхньою довгою стеригмою. Вид роду є сапротрофними й трапляється під стовбурами рослинних решток, що гниють. Цей рід містить один вид — Scotomyces subviolaceus (Peck) Jülich.